# Can Soler (Sant Antoni de Vilamajor)
Can Soler és una masia de Sant Antoni de Vilamajor (Vallès Oriental) inclosa a l'Inventari del Patrimoni Arquitectònic de Catalunya.

## Descripció
Edifici de planta és quadrada amb teulada a dues vessants. A més de la planta baixa hi ha dos pisos i golfes. A la façana hi ha una porta amb onze dovelles i un ornament dedicat a Sant Martí, amb la data 1683. A més de les finestres, d'estil romànic religiós, també hi ha espitlleres. Aquesta antiga masia destaca per conservar diferents restes romàniques, entre elles alguns capitells del claustre de Sant Pere de les Puel·les.

## Història
Tot i que hi ha documentació des del segle xv, la casa actual té data de 1683. A més va ser acuradament restaurada a principis del segle xx.
Hospitalia
La finca va esdevindre una casa d'acollida, contemplació i sanació —Hospitalia— inclosa administrativament a la Província d'Aragó-Sant Rafael; va ser donada per la família Soler el 19 de juny de 1956 als germans de Sant Joan de Déu, que van escollir aquesta finca per edificar la seva residència d'estiu i local d'exercicis espirituals. El 1967 fou escollida seu del Capítol provincial, on es va estudiar l'adaptació de les Constitucions a les normes emergides del Concili Vaticà II. El seu propietari, Francisco de Soler Cepeda, havia exercit de tinent metge.